# Ballrechten-Dottingen
Ballrechten-Dottingen är en kommun i Landkreis Breisgau-Hochschwarzwald i regionen Südlicher Oberrhein i Regierungsbezirk Freiburg i förbundslandet Baden-Württemberg i Tyskland. 
Kommunen bildades 1 januari 1971 genom en sammanslagning av kommunerna Ballrechten och Dottingen.
Kommunen ingår i kommunalförbundet Heitersheim tillsammans med staden Heitersheim och kommunen Eschbach.